# Cândido Sales
Cândido Sales is een gemeente in de Braziliaanse deelstaat Bahia. De gemeente telt 27.180 inwoners (schatting 2009).

## Aangrenzende gemeenten
De gemeente grenst aan Belo Campo, Encruzilhada, Tremedal, Vitória da Conquista en Ninheira (MG).